# 16 octobre 1975
Le jeudi 16 octobre 1975 est le 289e jour de l'année 1975.

## Naissances
- Antonella Confortola, fondeuse et coureuse en montagne italienne
- Aurélie Névot, anthropologue et ethnologue française
- Brynjar Gunnarsson, joueur de football islandais
- Christophe Maé, chanteur français
- Claudio Núñez, joueur de football chilien
- Eremia Piriianu, handballeur roumain
- Eva Ortiz Vilella, femme politique espagnole
- Galen Young, joueur et entraîneur américain de basket-ball
- Giada Colagrande, réalisatrice, scénariste, productrice et actrice italienne
- Julien Suaudeau, romancier français
- Kellie Martin, actrice américaine
- Luigi Séguy, pilote de motocross français
- Mimoza Kusari Lila, femme politique
- Nelson Lee, acteur canadien
- Pavlo Arie, artiste ukrainien

## Décès
- Émery Fleury (né le 10 février 1901), personnalité politique canadienne
- Carlo Romano (né le 8 mai 1908), acteur italien
- Don Barclay (né le 26 décembre 1892), acteur américain
- Georges Chabot (né le 5 avril 1890), géographe français
- Hugh Adcock (né le 10 avril 1903), footballeur anglais
- Jean Odin (né le 20 janvier 1889), personnalité politique française
- Max Bonnafous (né le 21 novembre 1900), personnalité politique français
- Orlando Piani (né le 24 mars 1893), coureur cycliste italien

## Événements
- Fin des championnats du monde de gymnastique rythmique 1975
- Sortie de l'album The Butterfly Ball and the Grasshopper's Feast produit par le bassiste du groupe Deep Purple : Roger Glover